# Langschwanz-Bergtaube
Die Langschwanz-Bergtaube (Gymnophaps mada), auch Madataube oder Burutaube genannt, ist eine Art der Taubenvögel. Sie kommt ausschließlich auf einigen wenigen südostasiatischen Inseln vor.

## Erscheinungsbild

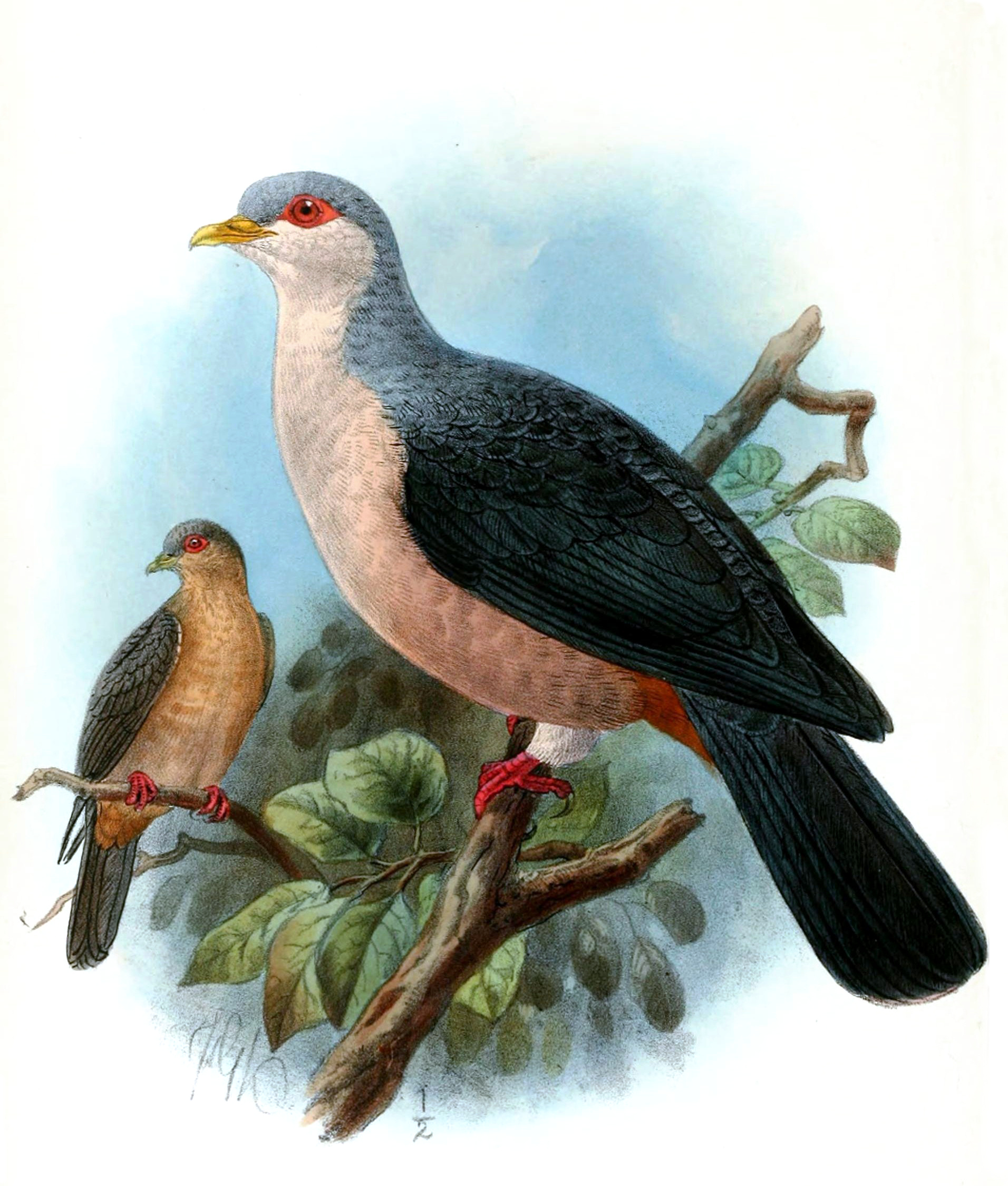
Langschwanz-Bergtauben, Illustration

Die Langschwanz-Bergtaube erreicht eine Körperlänge von 36,5 Zentimetern und ist damit geringfügig größer als die Bergtauben-Art Albertistaube und kleiner als die Blasse Bergtaube. In der Gestalt ähnelt sie den beiden anderen Taubenarten, sie hat jedoch unter allen Bergtauben die längsten Schwanzfedern. Der Kopf und der Nacken sind hellgrau. Die Kehle und die Ohrflecken sind weiß bis cremefarben. Das Brustgefieder ist gleichfalls weiß, aber häufig rötlich überhaucht. Auf dem Bauch sowie den Unterschwanzdecken geht die Gefiederfarbe in ein Tiefes Gelbrosa über. Die Körperoberseite ist rauchgrau mit schmal schwarz gesäumten Federn, so dass das Gefieder hier geschuppt wirkt. Wie bei allen Bergtauben sind die Augenringe unbefiedert, sehr groß und rot.

## Verbreitung und Verhalten

Verbreitungsgebiet der Langschwanz-Bergtaube (grün)

Die Langschwanz-Bergtaube kommt lediglich auf zwei Molukken-Inseln vor. Sie besiedelt Seram und Buru, wobei Buru eine etwas höhere Populationsdichte aufweist. Sie besiedelt in ihrem Verbreitungsgebiet Primär- und alte Sekundärwälder in den Bergen. Sie überquert fliegend gelegentlich Kulturland in der Tiefebene, ist aber überwiegend in Höhenregionen zwischen 775 und 2.250 Meter über NN zu finden. Über die Brutbiologie dieser Art ist bislang nichts bekannt. 

## Belege

### Weblink
- Gymnophaps mada in der Roten Liste gefährdeter Arten der IUCN 2013.2. Eingestellt von: BirdLife International, 2012. Abgerufen am 17. März  2014.